# Pacific Daydream
Pacific Daydream è l'undicesimo album in studio del gruppo rock statunitense Weezer, pubblicato nel 2017.

## Tracce
1. Mexican Fender – 3:11
2. Beach Boys – 3:51
3. Feels Like Summer – 3:15
4. Happy Hour – 2:57
5. Weekend Woman – 4:05
6. QB Blitz – 3:17
7. Sweet Mary – 3:42
8. Get Right – 3:12
9. La Mancha Screwjob – 3:27
10. Any Friend of Diane's – 3:34

## Classifiche
| Classifica (2017)         | Posizione massima |
| ------------------------- | ----------------- |
| Canada                    | 41                |
| Regno Unito               | 68                |
| Stati Uniti               | 23                |
| Stati Uniti (alternative) | 3                 |
| Stati Uniti (rock)        | 4                 |